# نورثلو
نورثلو (به انگلیسی: Northlew) یک روستا و محله مدنی در بریتانیا است که در West Devon واقع شده‌است. نورثلو ۵۹۲ نفر جمعیت دارد.